# Сима Карановић
Сима Карановић (Босански Нови, 3. фебруар 1866 — Београд, 9. новембар 1928) био је лекар, санитетски генерал, начелник Санитетског одељења Министарства војног од 1913 до 1928. године.

## Живот и рад
Сима Карановић рођен је у Новом, Босанској Крајини 3. фебруара 1866. године од оца Остоје и мајке Деве. Основну школу завршава у Госпићу, а гимназију у Шапцу и Београду одличним успехом. Од стране Војног министарства изабран је за војног питомца на медицинском факултету у Бечу. Дипломирао је 1895. године. По повратку са студија у Србију ступио је у војну службу као санитетски капетан II класе и одмах је био постављен за лекара Шумадијске сталне Војне болнице у Крагујевцу. Од 1900. године постављен је за лекара Војне болнице у Београду, а од 1903. до 1909. године за управника Војне болнице. У периоду од 1909. до 1910. године био је референт санитета Дунавске дивизијске области, а од 1910. до 1912. године на служби у Санитетском одељењу Министарства војног . Поред редовне дужности био је и наставник Хигијене у Војној академији. У Балканским ратовима био је на служби у санитету Врховне команде. Од 1918. па све до 26. септембра 1928. године био је начелник Санитетског одељења Министарства војног (касније војске и морнарице).
Др Сима Карановић био је познавалац организације и администрације војно-санитетске службе, као писац многих прописа, правила и упутстава санитетске војне службе, све у циљу унапређења војног санитета. Старао се о унапређењу и употпуњавању кадра санитетских официра повећањем броја војних стипендиста и специјалиста.
Отворио је 1923. прву Војно-санитетску школу при Главној војној болници у Београду за спремање санитетских помоћника. Подигао је нову зграду Војно-хигијенског института у Београду, у коме се одвијала настава Хигијене за студенте Медицинског факултета. Формирао је 1923. Апотекарски одсек у Санитетском одељењу Министарства војске и морнарице и настојао је да се регулише рад апотека у санитету, ради чега су донета правила за апотекарску службу у миру и рату, за војносанитетска складишта и апотеке, као и Привремена војна фармакопеја, а упућивани су и млади кадрови на студије фармације. Био је једно време потпредседник Српског лекарског друштва, члан главног санитетског савета и судија инвалидског суда.
Др Сима Карановић преминуо је 9. новембра 1928. године у свом стану, у Београду, од запаљења плућа.

## Одликовања

### Домаћа одликовања
- Краљевски орден Светог Саве 2. реда
- Орден Белог орла 2. реда
- Орден Белог орла 3. реда
- Орден Таковског крста 4. реда
- Крст милосрђа
- Медаља за војничке врлине

### Инострана одликовања
- Ordre national de la Légion d'honneur
- Орден Светог Михаила и Светог Ђорђа 3. реда, Енглеска